# سهیر حماد
سُهیر حَمّاد (زادهٔ ۲۵ اکتبر ۱۹۷۳ در عمان، اردن) شاعری فلسطینی‌تبار است.

## زندگی
پدر و مادر سهیر از آوارگان فلسطینی بودند و او در اردوگاهی برای همین آوارگان در اردن به دنیا آمد. خانوادهٔ حماد زمانی که سهیر ۵ ساله بود به محلهٔ بروکلین در نیویورک نقل مکان کردند و او تا شانزده سالگی آنجا ماند. پدر و مادر سهیر زمانی که او به دبیرستان می‌رفت بروکلین را ترک کرده و به استاتن آیلند رفتند.

## شعر
اشعار سهیر حماد به تبعیض، جنگ اسرائیل و فلسطین و عواقب اجتماعی جنگ با ترور می‌پردازد. او اشعارش را در دانشگاه‌های آیوی لیگ، و گوشه و کنار خیابان‌های بروکلین خوانده‌است، و مرتباً در برنامهٔ دف پوئتری (Def Poetry) در تئاتر برادوی ظاهر می‌شود. تا کنون سه کتاب از اشعار حماد منتشر شده، اشعارش در چند فیلم استفاده شده و جوایزی را نیز دریافت کرده‌است.

## آثار

### کتاب‌ها
- زادهٔ فلسطین، سیاه مادرزاد (به انگلیسی: Born Palestinian, Born Black)، هارلم ریور پرس، ۱۹۹۶ شابک ‎۰−۸۶۳۱۶−۲۴۴−۴
- قطراتی از یک داستان (به انگلیسی: Drops of This Story)، هارلم ریور پرس، ۱۹۹۶
- Zaara Diva ISBN 1-892494-67-1